# Bal van de Hertogin van Richmond

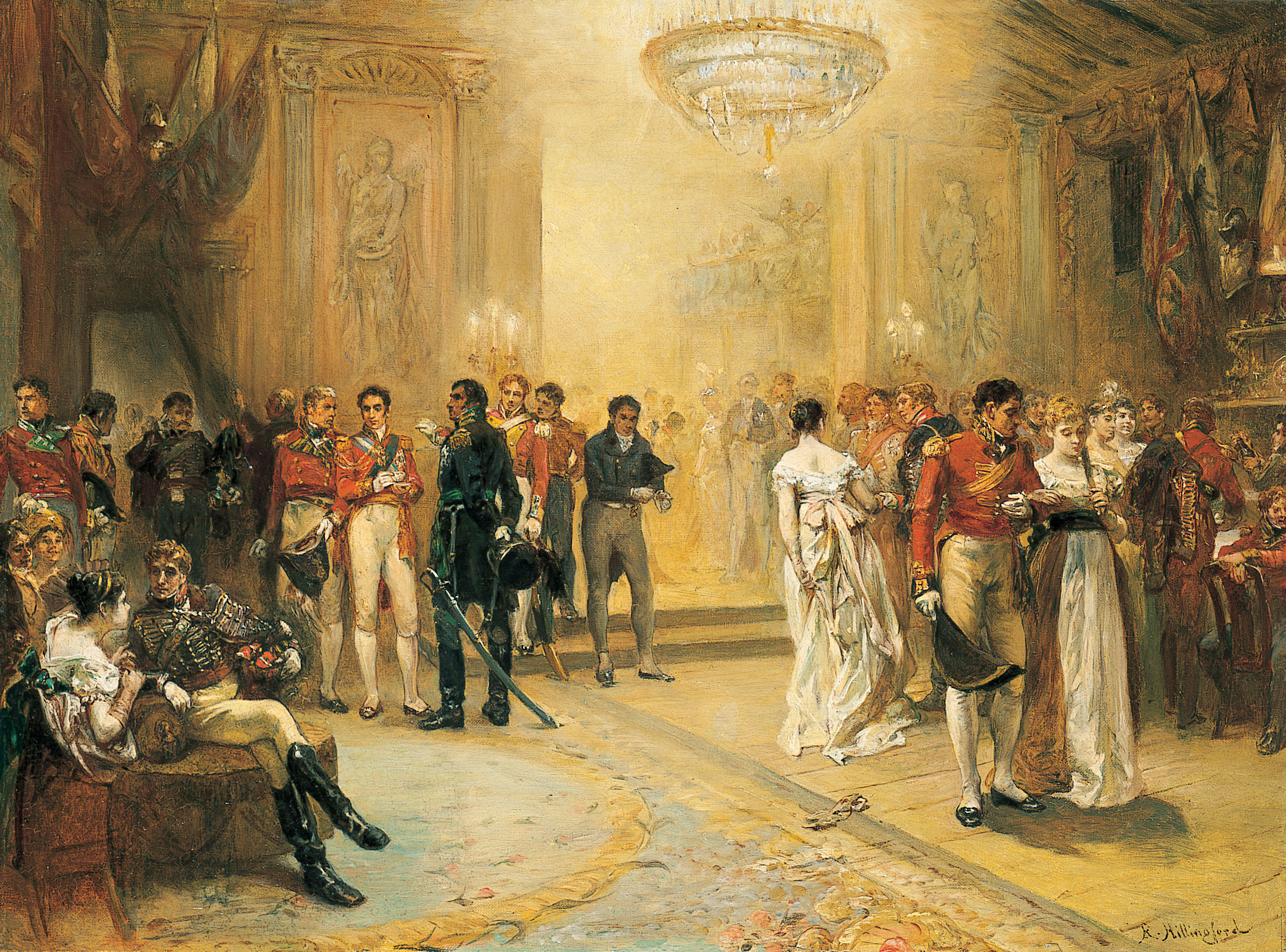
The Duchess of Richmond's Ball door Robert Alexander Hillingford

Het bal van de Hertogin van Richmond was een mondaine danspartij in Brussel op 15 juni 1815, op de vooravond van de Slag bij Quatre-Bras  en drie dagen voor de Slag bij Waterloo. Gastvrouw was Lady Charlotte Gordon, de Hertogin van Richmond. Haar echtgenoot Charles Lennox, de vierde Hertog van Richmond was de bevelhebber van een reserve-eenheid in Brussel: de eenheid had als doel Brussel te beschermen bij een inval van Napoleon Bonaparte.

## Het bal

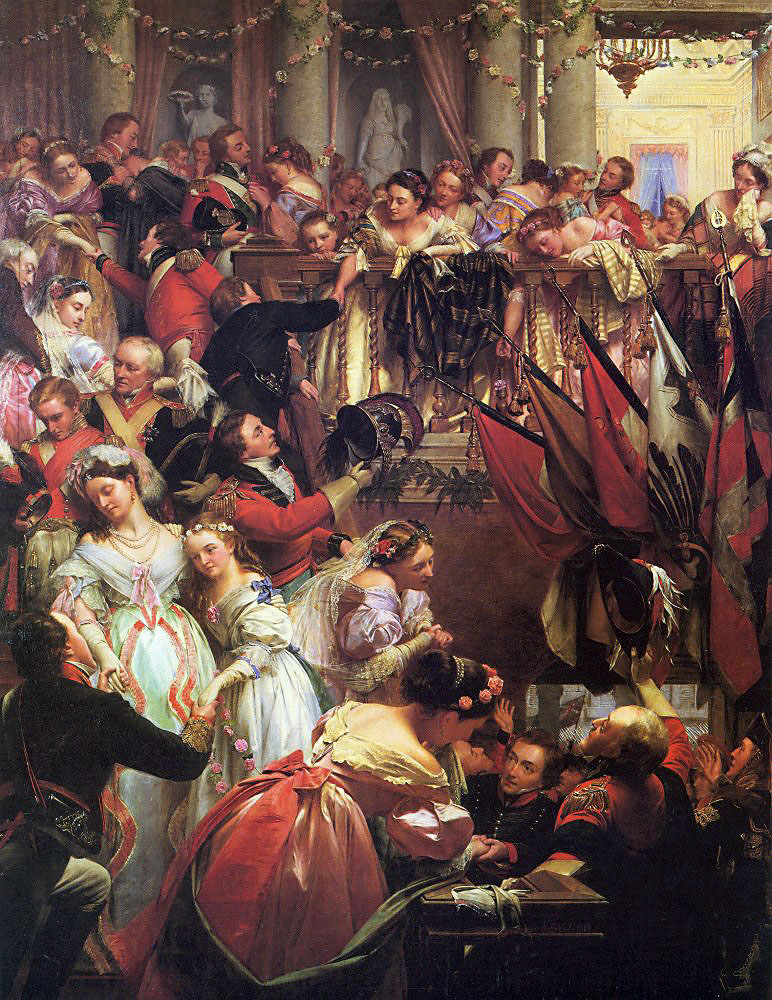
Before Waterloo van Henry Nelson O'Neil, 1868

Zo feestelijk als het bal begon, zo dramatisch eindigde het. De echtgenote van de hertog van Richmond, die de reservetroepen in Brussel leidde, wilde een groot feest geven voor de top van Wellingtons leger. Wellington (1769-1852) was na Napoleons ontsnapping opperbevelhebber van de Britse en Nederlandse strijdkrachten geworden. Hij garandeerde de hertogin: U kunt uw bal in alle veiligheid geven, zonder bang te hoeven zijn voor onderbrekingen.
Het bal nam een onvoorziene wending: kort voor het bal vernam  Wellington dat Napoleon de grens was overgestoken. Hij verwachtte een Franse schijnaanval uit het oosten en de effectieve aanval via het westen. Zo zou Napoleon de geallieerden van de zee scheiden, en de aanvoerlijnen doorbreken. Rond middernacht arriveerde een adjudant van de prins van Oranje, die ook op het bal was, met de mededeling dat Napoleon bij Charleroi, de Samber was overgestoken en dus aanviel vanuit het Oosten met de bedoeling de Pruisen van hun bondgenoten te scheiden. Wellingtons garantie aan de hertogin om het bal niet te onderbreken, kwam op de helling.

## De balzaal
De hertogin koos een koetshuis aan de Brusselse Blekerijstraat voor haar bal. Draperieën, versierde pilaren, rode, zwarte en gouden slingers en een nieuw bloemenbehang toverden de ruimte om tot een balzaal. Een groep Gordon Highlanders zou er optreden met hun zwaarddansen

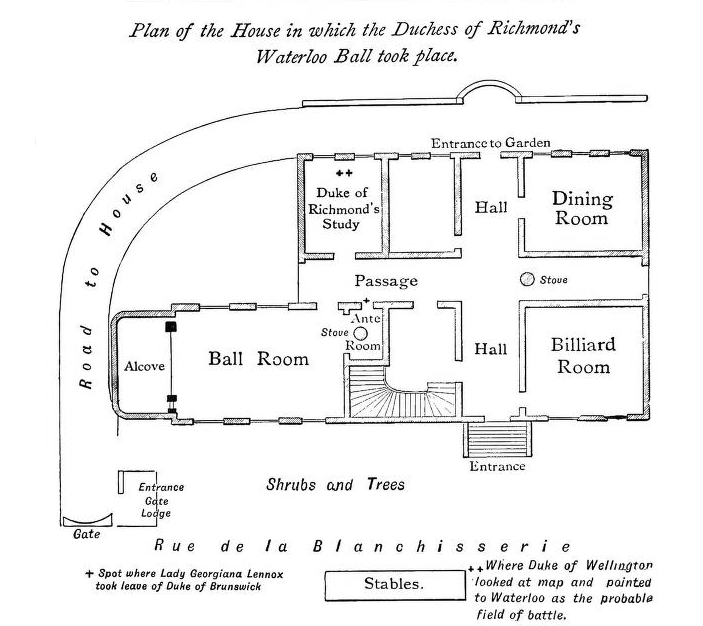
Plattegrond van het koetshuis

Naar Lady Georgiana, een dochter van de Hertogin:

Mijn moeders nu beroemde bal vond plaats in een grote zaal op de benedenverdieping links van de ingang, verbonden met de rest van het huis door een wachtkamer. Het was gebruikt door de koetsenmaker, om koetsen op te slaan. Maar het was behangen voor we daar kwamen; en ik herinner me het behangpapier, een kruispatroon met rozen… Bij het diner zat ik naast de Hertog van Wellington, toen hij me een miniatuur van zichzelf gaf, geschilderd door een Belgisch artiest
— Georgiana, douairière Lady De Ros.

Ten tijde van het bal was er geen exacte locatie van de balzaal beschreven. In een brief aan The Times, gepubliceerd op 25 augustus 1888, verklaarde Sir William Fraser dat hij de locatie van de balzaal had ontdekt. Het was geen deel van het hoofdeigendom, dat de Hertog van Richmond in de Asstraat huurde, maar een koetshuis achter het eigendom met een adres in de Blekerijstraat. De zaal had een oppervlakte van 36 bij 17 meter en was ongeveer 4 meter hoog.
Onderzoek door de jurist P. Duvivier, gepubliceerd door Theo Fleischman en Winand Aerts in hun boek Brussel tijdens de Slag bij Waterloo stelt een alternatief voor. Volgens zijn theorie was de balzaal reeds gesloopt ten tijde van het onderzoek van Fraser. De zaal waarvan hij aannam dat het de balzaal was, was ten tijde van het bal nog niet gebouwd.

## Gastenlijst
Deze personen kregen een uitnodiging tot het bal
- Prins van Oranje (gewond bij Waterloo)
- Prins Frederik Van Oranje
- Hertog van Brunswijk (Gedood door een kogel bij Quatre-Bras)
- Prins van Nassau
- Hertog van Arenberg
- Prins August Maria Raymond van Arenberg
- Pierre van Arenberg
- Emmanuel van der Linden d'Hooghvorst, burgemeester van Brussel
- Hertog en Hertogin van Beaufort en hun dochter
- Hertog en Hertogin van Ursel
- Markies en Markies van Assche
- Graaf en gravin van Oultremont
- Gravin Douairiere van Oultremont en hun dochters
- Graaf en gravin Liedekerke Beaufort
- Graaf en Gravin Auguste De Liedekerke en hun dochters
- Graaf en Gravin Latour Lupin
- Graaf en Gravin Mercy d'Argenteau
- Graaf en Gravin de Grasiac
- Gravin van Luiny
- Gravin van Ruilly
- Baron en Barones van Hooghvoorst, hun dochter en zoon C. d'Hooghvoorst
- Meneer en Mevrouw Vander Capellen
- Baron van Herelt
- Baron van Tuybe
- Baron Brockhausen
- Generaal Baron Vincent (gewond bij Waterloo)
- Generaal Pozzo de Borgo
- Generaal Miguel de Álava (Spaanse Ambassadeur van den Haag — Het hof van de koning Willem I der Nederlanden
- Graaf van Belgade
- Graaf van Rochefoucauld
- Generaal van Oudenaarde
- Kolonel Knife (?), A.D.C.
- Kolonel Ducayler
- Majoor Ronnchenberg, A.D.C.
- kolonel Tripp, A.D.C.
- kaptain van Lubeck, A.D.C. van de Hertog van Brunswick
- Graaf en Gravin Conyngham en Lady Elizabeth Conyngham
- Burggraaf Mount-Charles en Hon. Mr. Conyngham (later vermeld als 2de Markies Conyngham)
- Gravin Mount-Norris en Lady Julianna Annesley
- Dowager Gravin van Waldegrave
- Duke of Wellington
- Heer en Dame FitzRoy Somerset (beiden waren niet aanwezig; Lord Fitzroy verloor zijn arm bij Waterloo)
- Heer en Dame John Somerset
- Mr. and Lady Frances Webster
- Mr. and Lady Caroline Capel en hun dochter
- Mr. and Lady George Seymour en hun dochter
- Mr. and Lady Charlotte Greville
- Burggravin Hawarden
- Heer Henry en Mevr. Susan Clinton (Hij was Lt.-Gen., G.C.B. en leidde de 2de Divisie)
- Mevrouw Alvanley en dochters Katherine en Fanny Arden
- Lord James, Lady Craufurd, en hun dochter
- Lord  George Berkeley, K.C.B. Hertog van Wellington's liaison officier bij de Prins van Oranje's hoofdkwartier, en Lady Berkeley
- Lord en Dame Sutton. Dame Sutton was de weduwe van Heer Thomas Sutton, 1ste Baronet
- Lord Sidney en Lady Smith, en Juffrouw Rumbolds
- Lord William en Lady Johnstone
- Lord William Howe De Lancey en Lady Delancey (uitgenodigd maar geweigerd).
- De eerbare Mevrouw Pole (Vrouw van William Wellesley-Pole, Wellington's oudere broer, later Dame Maryborough)
- Mr. en Mevr. Lance, hun dochter en zoon, Mr. Lance, Jr.
- Mr. Ord en zijn dochters
- Mr. en Mevr. Greathed
- Mr. en Mevr. Lloyd
- De eerbare Charles Stuart, G.C.B. (Minister in Brussel) en Mr. Stuart
- Graaf van Uxbridge (commandeerde de Cavalerie; verloor zijn been bij Waterloo)
- Graaf van Portarlington
- Graaf van March, A.D.C. tot de Prins van Oranje
- Generaal Lord Edward Somerset (commandeerde de household Brigade van cavalerie, gewond bij Waterloo)
- Lord Charles FitzRoy
- Lord Robert Manners
- Luitenant-General Heer Hill (Commandeerde het 2de korps)
- Lord Rendlesham
- Lord Hay, A.D.C. (Gedood bij Quatre Bras)
- Lord Saltoun
- Lord Apsley (later vermeld als Graaf Bathurst)
- De eerbare Kolonel Stanhope (Wachters)
- De eerbare Kolonel Abercromby (Wachters; gewond)
- De eerbare Kolonel Ponsonby (later vermeld als Heer Frederick Ponsonby, K.C.B.; ernstig gewond)
- De eerbare  Kolonel Acheson (wachters)
- De eerbare Kolonel Stewart
- De eerbare Mr. O. Bridgeman, A.D.C. tot Heer Hill
- De eerbare Mr. Percival
- De eerbare Mr. Stopford
- De eerbare  Mr. John Gordon.[8]
- De eerbare Mr. Edgecombe
- De eerbare Mr. Seymour Bathurst, A.D.C. tot Gen. Maitland
- De eerbare Mr. Forbes
- De eerbare Mr. Hastings Forbes
- De eerbare Majoor Dawson
- De eerbare Mr. Dawson, 18de Lichte dragonders
- Majoor-Generaal Heer Hussey Vivian (commandeerde de 6e Cavalerie Brigade)
- Horace Seymour, A.D.C. (later vermeld als Heer Horace Seymour, K.C.B.)
- Kolonel Hervey, A.D.C. (later vermeld als Heer Felton Hervey-Bathurst, 1ste Baronet)
- Kolonel Fremantle, A.D.C.
- Lord George Lennox, A.D.C.
- Lord Arthur Hill, A.D.C. (later vermeld als Generaal Heer Sandys)
- Majoor Percy, A.D.C. (zoon van de eerst Graaf van Beverley, bracht mee naar huis 3: Eagles)
- Hon. George Cathcart, A.D.C. (later vermeld als Heer George Cathcart, gedood bij de Slag bij Inkerman, 1854)
- Lord Alexander Gordon, A.D.C. (stierf aan zijn verwondingen bij Waterloo)
- Lord Colin Campbell, K.C.B., A.D.C.
- Lord  John Byng, G.C.B. (Graaf van Strafford, commandeerde de tweede brigade van de wachters)
- luitenant-Generaal Heer John Elley, K.C.B. (assistent Adjunct-Generaal van de cavalerie, gewond)
- Lord George Scovell, K.C.B.
- Lord George Wood, Kolonel, Koningklijke Artillerie
- Lord  Henry Bradford
- Lord  Robert Hill, (broer van Lord Hill)
- Lord Noel Hill, K.C.B. (broer van Lord Hill)
- Lord  William Ponsonby, K.C.B. (Broer van Lord Ponsonby; gedood bij Waterloo)
- Lluitenant-Kolonel Heer Andrew Barnard (commandeerde het 1ste Battalion van het 95 voetregiment (Geweren), later vermeld als Gouverneur van het Chelsea hospitaal)
- Majoor-General Heer Denis Pack, G.C.B. (commandeerde de 9de Brigade)
- Majoor-General Heer James Kempt, G.C.B (commandeerde de 8ste Brigade)
- Lord Pulteney Malcolm RN
- Luitenant-Generaal Sir Thomas Picton, (commandeerde de 5de Divisie, gedood bij Waterloo)
- Majoor-Generaal Heer Edward Barnes, Adjunct-Generaal (Gewond bij Waterloo)
- James Gambier, 1ste Baron Gambier, Lord James Gambier
- De eerbare Generaal Dundas
- Luitenant-Generaal Cooke (Commandeerde de 1ste Divisie)
- Majoor-Generaal Maitland (later vermeld als Heer Peregrine Maitland, G.C.B.; commandeerde de 1ste Brigade van Wachters)
- Majoor-Generaal Adam (Niet aanwezig; commandeerde de 3rde Infanterie Brigade. Later vermeld als Heer Frederick Adam, K.C.B.)
- Kolonel Washington
- Kolonel Woodford (later vermeld als F.M. Heer Alexander Woodford, G.C.B. Gouverneur van hetChelsea Hospital)
- Kolonel Rowan, 52nd Regiment te voet (Achteraf Heer Charles Rowan, Hoofd Commissaris van de Politie)
- Kolonel Wyndham (later vermeld als Generaal Heer Henry Wyndham)
- Kolonel Cumming, 18de Light Dragoons
- Kolonel Bowater (later vermeld als Generaal Heer Edward Bowater)
- Kolonel Torrens (later vermeld als Adjt.-Gen. in India)
- Kolonel Fuller
- Kolonel Robert Henry Dick, 42ste Regiment te voet (gedood bij de Sobraon, 1846)
- Kolonel Cameron, 92ste Regiment te voet (Gedood bij Quatre Bras)
- Kolonel Barclay, A.D.C. tot de Hertog van of York
- Kolonel Hill(?) (kol. Clement Hill, broer van Lord Hill)
- Majoor Gunthorpe, A.D.C. tot Gen. Maitland
- Majoor Churchill, A.D.C. tot Heer Hill en Q.M.G. (Gedood in India)
- Majoor Hamilton, A.D.C. tot Gen. Sir E. Barnes
- Majoor Thomas Noel Harris, Brigade Majoor tot Heer Hussey Vivian (Verloor een arm bij Waterloo)
- Majoor Hunter Blair (Gewond)
- Kapitein Mackworth, A.D.C. tot Heer Hill
- Kapitein Keane, A.D.C. tot Heer Hussey Vivian
- Kapitain FitzRoy
- Kapitein Widman, 7de Hussars, A.D.C. tot Heer Uxbridge
- Kapitein Fraser, 7de Huzaren (later vermeld als Heer James Frasier, Bt)
- Kapitein Verner, 7de Huzaren
- Kapitein Elphinstone, 7de Huzaren (gevangengenomen, 17 Juni)
- Kapitein Webster
- Kapitein Somerset, A.D.C. to Gen. Heer Edward Somerset
- Kapitein Yorke, A.D.C. tot Gen. Adam (later vermeld als Heer Charles Yorke, niet aanwezig)
- Kapitein Gore, A.D.C. tot Heer James Kempt
- Kapitein Pakenham, R.A.
- Kapitein Dumaresq, A.D.C. tot Gen. Heer John Byng (Gewond in de borst door een musketbal, was een bericht aan het leveren voor Wellington. d. 1836)[10]
- Kapitein Dawkins, A.D.C.
- Kapitein Disbrowe, A.D.C. tot Gen. Heer G. Cook.
- Kapitein Bowles, Coldstream Wachters (later vermeld als Gen. Heer George Bowles, Luitenant van de Tower)
- Kapitein Hesketh, Grenadier Wachters
- Kapitein Gurwood (later vermeld als Kol. Gurwood)
- Kapitein Allix, Grenadier Wachters
- Mr. Russell, A.D.C.
- Mr. Brooke, 12de Dragonder Wachters
- Mr. Huntley, 12de Dragonder Wachters
- Mr. Lionel Hervey (In Diplomatiek)
- Mr. Leigh
- Mr. Shakespear, 18de Lichte Dragonders
- Mr. O’Grady, 7de Huzaren (later vermeld als Lord Guillamore)
- Mr. Smith, 95th, Brigadier-Major to Sir Denis Packe; gedood bij Waterloo
- Mr. Fludyer, Schotse Fuselier Wachters
- Mr. Montagus (John en Henry, Heer Rokeby, G.C.B.)
- Mr. A. Greville
- Mr. Baird
- Mr. Robinson, 32ste Regiment te voet
- Mr. James
- Mr. Chad
- Mr. Dawkins
- Dr. Hyde
- Mr. Hume
- Dominee. Mr. Brixall (Rev. Samuel Briscall)